# Kuçovë
Kuçovë là một đô thị trong quận Kuçovë thuộc hạt Berat, Albania. Dân số năm 2005 là 18100 người.